# Pentathlon militaire
Pour les articles homonymes, voir Pentathlon.

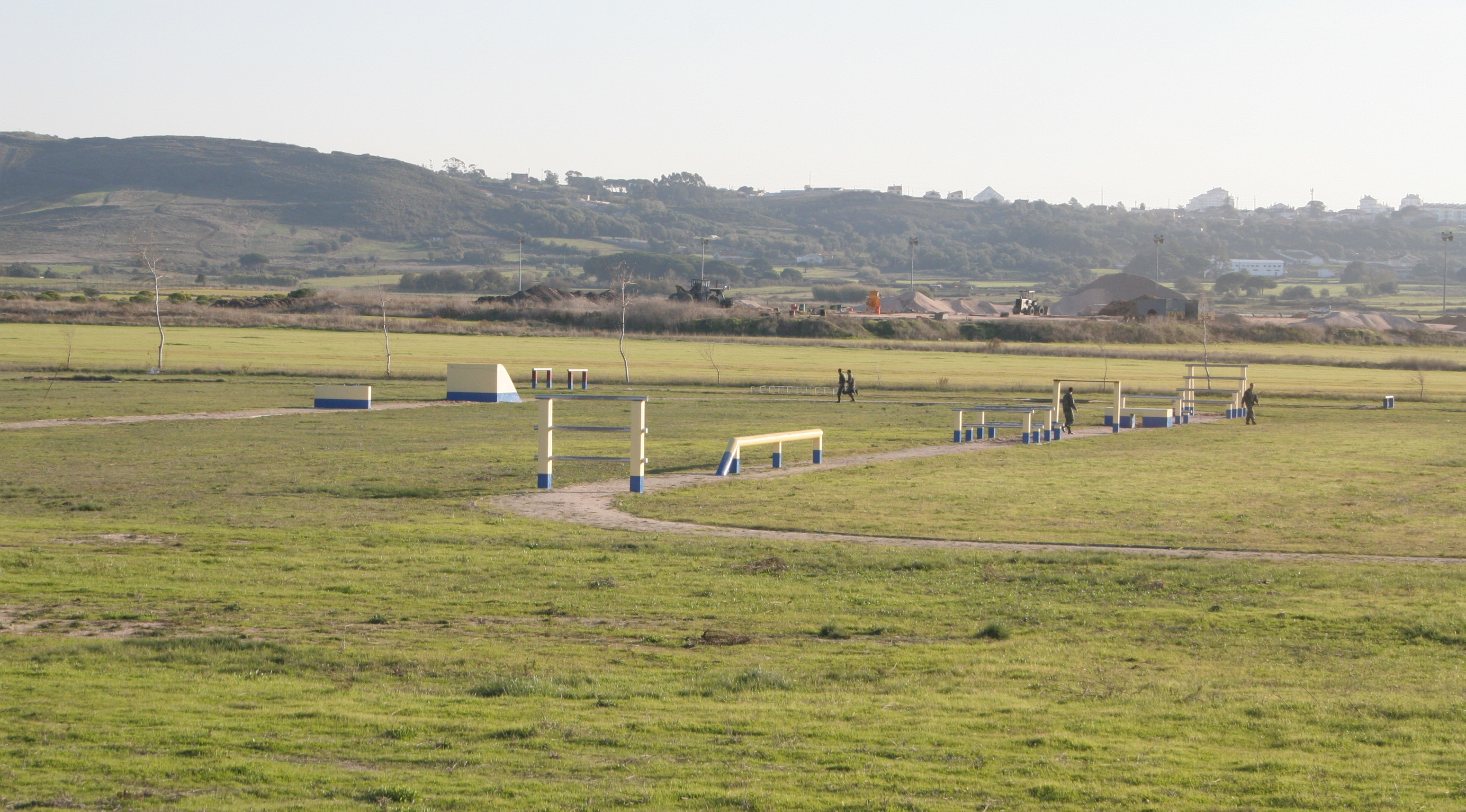
Piste de courses d' obstacles typique du pentathlon militaire

Le pentathlon militaire est une épreuve sportive constituée de cinq disciplines: tir, course d'obstacles (parcours du combattant), 50 mètres natation avec obstacles, jet grenades et cross-country de 8 km.

## Histoire
Le pentathlon moderne avait à l'époque pour but l'entraînement du soldat dans cinq compétences militaires. Depuis la Seconde Guerre mondiale, certaines de ces compétences (l'escrime et l'équitation) étaient devenus totalement désuètes.
En 1946 un officier français, le capitaine Henri Debrus (promu ensuite colonel et président du Conseil International du Sport Militaire (CISM)) eut l'idée d'organiser une compétition sportive réservée exclusivement à l'armée. Ce fut durant des discussions tenues à Francfort, qui ont mené à la création du Conseil sportif des forces alliées, que son attention s'est portée sur une technique originale d'entraînement physique de l'armée des Pays-Bas. Après avoir été largués dans une zone donnée, les parachutistes devaient parcourir vingt kilomètres comportant nombre d'obstacles et d'exercices de combat (tir et lancer de grenades).
Debrus s'inspira de cet entraînement néerlandais, en supprimant le saut en parachute et en modifiant les autres épreuves pour former un ensemble cohérent qui constituerait un entraînement au sol idéal. Une compétition expérimentale eut lieu au centre d'entraînement militaire de Fribourg, dans la zone d'occupation française en Allemagne, en août 1947. Seuls la Belgique, les Pays-Bas et la France prirent part à cette compétition.
Depuis 1950 se tiennent des championnats du monde annuels. Le sport a vu sa popularité grandir, et de nos jours 30 nations y participent. Le CISM organise aussi des pentathlons destinées à la marine militaire et l'armée de l'air.

## Épreuves
- Tir. À 200 mètres de la cible, les participants sont mis à l'épreuve sur la précision (10 tirs en 10 minutes) et la vitesse (10 tirs en une minute).
- Course d'obstacles. Les participants font une course - communément appelée « parcours du combattant » -  de 500 mètres avec 20 obstacles.
- Natation. Un 50 mètres incluant 4 obstacles.
- Jet de grenades. Les participants sont évalués séparément sur la précision et la distance de tir. Dans l'épreuve de précision, les participants jettent 16 grenades factices vers des cibles de distances variées.
- Cross-country. Course à pied de 8 km sur un parcours balisé.

Des variantes existent notamment où l'épreuve de cross country est remplacé par une épreuve d'orientation ou des compétitions par équipes avec entraide lors des épreuves avec obstacles.   